# Ramp van Hamont

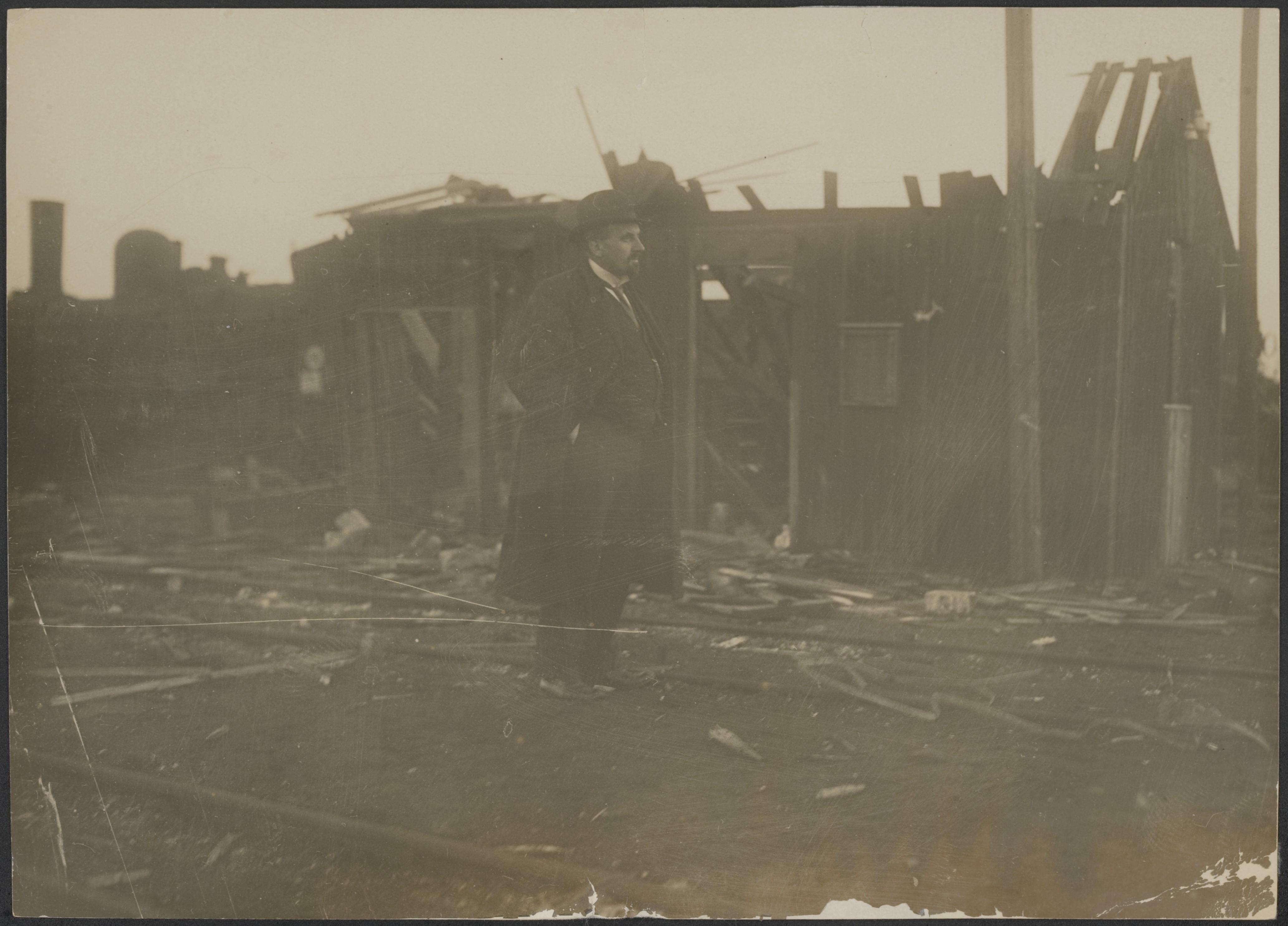
Burgemeester van Hamont bij de verwoesting.

De Ramp van Hamont was een munitieramp bij de Belgische plaats Hamont op 18 november 1918, enkele dagen na de Wapenstilstand van de Eerste Wereldoorlog. Een Duitse munitietrein ontplofte, met een groot aantal doden tot gevolg. Hoeveel precies is niet bekend.
In november 1918 vormden terugtrekkende Duitse troepen een lange colonne treinstellen, die in het station van Hamont tot stilstand kwam omdat de doorgang door Nederland versperd werd. Op 18 november om 11 uur 's avonds vonden er enkele zeer zware explosies plaats doordat een munitietrein ontplofte. De oorzaak van de ontploffing is onbekend. Enkele theorieën zijn plunderingen door Nederlandse soldaten, ondermijning of opzettelijke ontploffing. Een grote vuurzee ontwikkelde zich rond het station, waar ook enkele hospitaaltreinstellen stonden met gewonde Duitse soldaten die geen kant op konden.
De schade in de stad was eveneens zeer groot, maar er vielen geen doden onder de lokale bevolking. De meeste doden waren Duitse soldaten en één bericht meldde dat er ook enkele Nederlandse soldaten daarbij om het leven zijn gekomen. De eerste krantenberichten spraken van 800, later van 1500 en zelfs van 2000 doden. Een paar dagen na de ramp berichtte de Tilburgsche Courant dat het aantal van 400 doden waarschijnlijk te hoog geschat zou zijn. Het aantal doden werd in latere berichten bijgesteld naar ruim 100. Een later gemaakte documentaire over de ramp spreekt over 1.007 doden.
Op de lokale begraafplaats werden ten minste 35 Duitsers begraven. Zij werden in 1933 herbegraven op het militair kerkhof van Leopoldsburg.